# Вулиця Довбуша (Тернопіль)
Вулиця Довбуша — вулиця в житловому масиві «Східний» міста Тернополя.

## Відомості
Розпочинається від вулиці Новосонячної, пролягає на північний захід, де і закінчується. На вулиці розташовані приватні будинки.